# Seznam nemških arheologov
Seznam nemških arheologov.

## A
- Friedrich Adler (1827-1908)
- Walter Andrae
- Jan Assmann (egiptolog)

## B
- Dietwulf Baatz
- Otto Benndorf
- Gerhard Bersu
- François Bertemes
- Richard Bohn
- Karl Böttiger =? Karl Bötticher
- Heinrich Karl Brugsch
- Conrad Bursian
- Werner Buttler

## C
- Georg Friedrich Creuzer
- Ernst Curtius (1814–1896)

## D
- Hans Dragendorff
- Johannes Dumichen
- Wilhelm Dörpfeld

## E
- Markus Egg
- Hans Jürgen Eggers (1906-1975)

## F
- Georg Fabricius
- Karl Ludwig Fernow
- Lutz Fiedler
- Peter Wilhelm Forchhammer
- Karl Friederichs
- Leo Frobenius
- Adolf Furtwängler

## G
- Friedrich William Eduard Gerhard
- Alfred Götze (Goetze) (1865–1948)
- Botho Graef
- Marquard Gude

## H
- Bernhard Hänsel (1937-2017)
- Anja Hellmuth Kramberger (1978)
- Karl Friedrich Hermann
- Fritz-Rudolf Herrmann
- Ernst Emil Herzfeld
- Christian Gottlob Heyne
- Carl Humann

## J
- Otto Jahn

## K
- Otto Kern (1863–1942)
- Engelbert Kirschbaum
- Johann David Köhler?
- Robert Koldewey
- Manfred Korfmann
- Georg Kossack
- Gustaf Kossinna

## L
- Albert von Le Coq
- Karl Lehmann-Hartleben
- Karl Richard Lepsius
- Georg Lippold

## M
- Teoberto Maler
- Friedrich Matz
- August Mau
- Harald Meller
- Otfried Müller
- Andreas Müller-Karpe
- Hermann Müller-Karpe (1925-2013), dopisni član SAZU
- (Hans Müller-Brauel)?

## N
- Georg Niemann
- Mirko (Miroslav) Novák

## O
- Julius Oppert

## P
- Theodor Panofka
- Christian Prager
- Otto Puchstein

## R
- Gustav Riek

## S
- Friedrich Sarre
- Heinrich Schliemann
- Klaus Schmidt
- Friedrich Ludwig von Sckell
- Albert Schwegler
- Johann Gottfried Schweighauser

## T
- Wilhelm Teudt
- Carsten Peter Thiede
- Hermann Thiersch

## U
- Wilhelm Unverzagt

## V
- Karl Vollmöller

## W
- Johann Andreas Wagner
- Rudolf Wagner
- Friedrich Gottlieb Welcker
- Alfried Wieczorek
- Theodor Wiegand
- Johann Joachim Winckelmann
- (Rudolf Virchow)

## Z
- Jörgen Zoega